# 平野恵一
平野 恵一（ひらの けいいち、1979年4月7日 - ）は、神奈川県川崎市多摩区出身の元プロ野球選手（内野手、外野手）、野球指導者。

## 経歴

### プロ入り前
川崎市立稲田中学校時代はリトルシニアの野球チームに所属する一方、学校ではサッカー部に所属しレギュラー選手だった。桐蔭学園高校に進学し野球部に入部。遊撃手を務め、3年時には主将として第79回全国高等学校野球選手権大会に出場し、1回戦で如水館高校を破るも、2回戦の西京高校戦では延長10回の末に敗退。川岸強とは同級生でチームメイト、また当時同校のエースで後にプロでもチームメイトとなる浅井良とは高校3年間同じクラスだった。
高校卒業後は首都大学野球連盟所属の東海大学に進学し、遊撃手のレギュラーとして4年時に第50回全日本大学野球選手権で優勝した。リーグ戦通算82試合出場、305打数98安打、打率.321, 34打点。ベストナイン6回。2001年のドラフト自由枠でオリックス・ブルーウェーブに入団。

### オリックス時代
1年目の2002年から好守の遊撃手として即戦力になることを期待されていたが、7試合の出場にとどまった。
2003年は53試合に出場したが、不安定な送球による失策が多く、ホセ・オーティズのバックアップとして守った二塁手でも16試合で6失策と散々だった。
2004年はオーティズが二塁手から一塁手にコンバートされ、平野は遊撃手から二塁手にコンバートされた。また、打撃好調でシーズン通してレギュラー起用された。プロ入り初となる規定打席に到達し、10盗塁と三塁打7本を記録した。守備でも硬さが取れ、堅実なグラブ捌きを見せるようになった。
2005年は大阪近鉄バファローズとの球団合併に伴う分配ドラフトで同じ二塁手の水口栄二が加わったが、二塁手と外野手の併用で再三ファインプレーを見せた。開幕戦では8回表に松坂大輔からチーム初打点となる適時打を放ち、オリックス・バファローズとしての初打点を記録した。前半戦は3割を超える打率をキープし、規定打席に到達してチームトップの打率.285を記録。オールスターゲームにも出場し、新人賞を受賞した。東北楽天ゴールデンイーグルスとのカードでは、サヨナラ安打とセカンドライナーの好捕で2日連続のヒーローインタビューも経験。同年オフの契約更改において一般女性と結婚し、第一子が誕生していたことを明かした。
2006年は新監督である中村勝広の方針で中堅手に専念する構想があったが、前年と同じく二塁手と外野手の掛け持ち状態となった。同姓の平野佳寿の入団によりスコアボード表記は「平野恵」となる。二塁手として出場した5月6日、千葉マリンスタジアムでの千葉ロッテマリーンズ戦で風速10 m以上の強風が吹く中、今江敏晃が放ったファウルフライを深追いし一塁側フェンスに頭から激突、捕球したものの胸部軟骨損傷、右腰の肉離れ、手首と右股関節の捻挫など選手生命を脅かしかねない重傷を負って、シーズンのその後を棒に振った。オフの契約更改で当初球団は公傷扱いにせず交渉が難航したが、最終的には「公傷」という表現こそ使わなかったものの球団側が折れた。同年10月21日にスカイマークスタジアムで行われた練習見学会では練習終了後の挨拶で「こんな小さな身体のボクを見て、頑張れば自分もプロ野球の選手になれるんじゃないか、と思ってくれているチビッコたちにひとこと言いたいと思います……そんなに甘かねぇぞ!」と発言、観客の爆笑を呼んだ。
2007年は主に中堅手として出場。当時の監督だったテリー・コリンズに「1番バッターは彼しかいない」と絶賛されたが、故障と打撃不振で二軍との往復に終始した。

### 阪神時代
2007年のシーズン終了後に、濱中治・吉野誠とのトレードによって、阿部健太と共に阪神タイガースへ移籍した。この際、当時阪神の監督であった岡田彰布は「濱中を出すのはわかった（納得した）。ただし、交換要員は平野（恵一）でお願いする」とフロントに頼み込み、後に自身の著書『頑固力』（角川SSC新書、2008年）でも平野の重要性を説いていた。
移籍初年度の2008年は外野手として登録されながら、関本賢太郎・藤本敦士・坂克彦との二塁手レギュラー争いにも参戦。オープン戦で結果を残したこともあって、2番・二塁手で開幕スタメン出場。1番・赤星憲広との俊足コンビは話題を呼び内外野両方でたびたび好守を見せるなど、チームのスタートダッシュに貢献した。同年は3年ぶりに規定打席に到達し、リーグ最多の47犠打を記録。2006年の重傷からの復活を称えられ、セントラル・リーグのカムバック賞を受賞。セ・リーグでカムバック賞受賞者が出るのは小久保裕紀（2004年）以来4年ぶり。
2009年はクレイグ・ブラゼルの加入に伴い一時はスタメン落ちするも、赤星の怪我による離脱もあり、金本知憲・新井貴浩・鳥谷敬らクリーンナップに次ぐ自己最多の132試合に出場した。
2010年は真弓明信監督の指示で再び内野手登録となる。オールスターゲームに監督推薦で選出され、6年ぶりに遊撃手を務めた。シーズンでは二塁を中心に外野3ポジションも守る活躍を見せ、前年の自己最多を更新する139試合に出場して、青木宣親に次ぐリーグ2位の打率.350, 左打者ながら対左投手の打率は.399を記録した。球団新記録となる59犠打も挙げて2度目の最多犠打を記録。また、いずれも自身初となるベストナインとゴールデングラブ賞を二塁手部門で受賞した。
2011年は真弓監督から開幕前に二塁手固定で出場を明言されたものの、中堅手が固定できないチーム事情で中堅手と二塁手と兼任で守ることになった。打撃ではリーグ5位の打率.295を記録し、前年に続きベストナインとゴールデングラブ賞を二塁手部門で受賞した。
2012年は二塁手での出場を中心にスタメンの一角を占めたが、打撃守備共にチームの低迷に合わせるように不振に陥り、後半戦は若手の上本博紀のスタメン起用が多くなり、それに伴って外野や控えに回されることが多くなった。
オフには西岡剛・福留孝介がメジャーから国内復帰し阪神入りが濃厚だったこともあり内外野共にポジションが危ぶまれると感じ、11月10日、国内FA（フリーエージェント）権を行使することを表明した。

### オリックスへの復帰後
2012年12月25日、古巣であるオリックス・バファローズへ6年ぶりに復帰することが発表された。この復帰を機に、阪神時代に着用していた背番号「5」を、桐蔭学園高校および阪神でのチームメイトであった浅井良に譲っている。また、オリックスの応援団は、平野の復帰に合わせて新しい応援歌を制作。試合で平野が打席に入るたびに、阪神への移籍前に使用していた応援歌と交互で演奏している。
2013年は開幕前に右脹脛の肉離れで離脱し出遅れてしまう。5月2日に復帰したものの5月18日の広島戦で今度は左脹脛痛で途中交代し、翌日登録抹消され、その後結局3か月ほど復帰に時間を費やした。8月に復帰してからは主に1番・レフト、またはセカンドで出場し、打率は3割を超えるなど好成績を残したが、結局故障による長期離脱の影響で昨シーズンの出場数の半分にも満たない僅か56試合の出場に終わった。
2014年は開幕からスタメンで出場。序盤は2番打者を任されていたが、6月以降はもっぱら1番打者で起用。打撃・守備ともシーズンを通じて安定した活躍を見せるとともに、チームを6年ぶりのAクラス（シーズン2位）に導いた。8月20日のロッテ戦ではNPB史上16人目の一軍通算250犠打、9月14日の日本ハム戦では自身2年ぶり・オリックス復帰後初となる本塁打を記録している。その一方で、5月26日のDeNA戦で死球を受けたことから、前年に痛めた右脹脛の状態が悪化。オールスターゲーム明けの7月24日から8月5日まで、戦線離脱を余儀なくされた。さらに、チームがリーグ優勝争いの渦中にあった9月24日の西武戦で左手に死球を受けて、再び戦線を離脱。日本ハム（シーズン3位）とのクライマックスシリーズ・ファーストステージで復帰したものの、第2戦（10月12日）の走塁中に右太腿裏の張りを訴えて交代するなど、故障に見舞われることが相次いだ。
2015年は脹脛痛を抱えながらも、開幕から主に二塁手としてスタメン出場を続けていた。しかし、左太腿裏や右の踵を痛めたため、5月21日に出場選手登録を抹消。前々年から続く脹脛痛の影響や、ルーキー二塁手・西野真弘の台頭なども相まって、抹消後は二軍でリハビリに専念していた。9月10日のウエスタン・リーグ中日戦で実戦復帰を果たすも、万全の状態に戻らない両足や身体に限界を感じたことから、この年限りで現役を引退することを決意。9月25日には、京セラドーム大阪内での記者会見で引退を発表した。

### 現役引退後
かつて所属していた阪神では平野のチームメイトであった金本知憲の一軍監督就任（2015年10月17日）を機に、コーチ陣を大幅に刷新。現役を引退したばかりの平野についても、二軍における内・外野守備の指導を統括する役割で、二軍守備走塁コーチへの就任要請を受諾したことが複数のメディアで報じられた。
阪神球団では、2015年10月27日に、平野が翌2016年シーズンから二軍守備走塁コーチへ就任することを正式に発表。同年11月の秋季キャンプから、野手の指導に当たっている。その一方で、同月23日には、オリックス球団主催のファン感謝イベント「Bs Fan-Festa 2015」（京セラドーム大阪）で、平野の引退セレモニーを実施した。
阪神では2016年は二軍守備走塁コーチ、2017年から2019年までは一軍打撃コーチ、2020年は二軍内野守備走塁コーチ、2021年は二軍打撃コーチを務め、この年限りで退団した。
2022年1月11日、阪神時代のチームメイトであった林威助が監督を務める、台湾プロ野球（CPBL）・中信兄弟の打撃・内野総括コーチに就任した。
2023年5月10日、林威助の監督解任と共にコーチ職を解かれ、ファームの野手発展ディレクターに就任することが発表された。
同年オフの12月29日、2024年シーズンから中信兄弟の監督に就任することが発表された。
監督として迎えた2024年シーズンでは球団史上最多を更新する年間70勝をあげ、後期シーズンでは半期優勝を達成。台湾シリーズも制し、日本人として4人目となるCPBL優勝監督となった。

## プレースタイル
主に二塁手や外野手として起用され、ダイビングキャッチや走塁時のヘッドスライディングなど思い切りの良いプレーを持ち味とする。
身長169cmと野球選手としては小柄であるが、粘り強さと速球に負けないパンチ力を備えており、三振が少ない。阪神時代は左打者ながら左投手に強い傾向にあり、阪神移籍後は2010年まで対右打率.276に対して左投手には打率.347を残していた。バントが上手く、2008に両リーグ最多の47犠打を記録し、2010年には球団記録となる59犠打を記録した。
盗塁数が少なく、成功率も2015年までの通算で60%に留まっているが、打ったあとの走り出しは速く、一塁到達3.77秒を記録する俊足を備える。また、肩も強い。この身体能力の高さと中学時代サッカー部のレギュラーだった経験を買われ、2013年12月28日に放送されたテレビ番組、「中居正広の8番勝負!」のフットサル対決へ出演したこともある。

## 人物
平野の甥（平野の姉の息子）は、東海大学付属相模高等学校の野球部で投手としてプレーをし、2021年春の第93回選抜高等学校野球大会に出場。同大会での東海大相模高校の優勝に貢献をしている。高校卒業後は、平野の母校でもある東海大学に進学し、同大学の野球部に所属。

## 詳細情報

### 年度別打撃成績
| 年 度      | 球 団      | 試 合 | 打 席 | 打 数 | 得 点 | 安 打 | 二 塁 打 | 三 塁 打 | 本 塁 打 | 塁 打 | 打 点 | 盗 塁 | 盗 塁 死 | 犠 打 | 犠 飛 | 四 球 | 敬 遠 | 死 球 | 三 振 | 併 殺 打 | 打 率 | 出 塁 率 | 長 打 率 | O P S |
| ---------- | ---------- | ----- | ----- | ----- | ----- | ----- | -------- | -------- | -------- | ----- | ----- | ----- | -------- | ----- | ----- | ----- | ----- | ----- | ----- | -------- | ----- | -------- | -------- | ----- |
| 2002       | オリックス | 7     | 24    | 22    | 1     | 5     | 0        | 0        | 0        | 5     | 2     | 1     | 0        | 1     | 0     | 1     | 0     | 0     | 2     | 0        | .227  | .261     | .227     | .488  |
| 2003       | オリックス | 53    | 176   | 155   | 17    | 39    | 8        | 2        | 1        | 54    | 9     | 3     | 4        | 9     | 0     | 11    | 0     | 1     | 43    | 3        | .252  | .305     | .348     | .654  |
| 2004       | オリックス | 124   | 424   | 377   | 50    | 105   | 18       | 7        | 6        | 155   | 39    | 10    | 8        | 9     | 2     | 30    | 0     | 6     | 69    | 2        | .279  | .340     | .411     | .751  |
| 2005       | オリックス | 118   | 457   | 397   | 44    | 113   | 5        | 4        | 3        | 135   | 33    | 6     | 3        | 16    | 4     | 34    | 0     | 6     | 66    | 5        | .285  | .347     | .340     | .687  |
| 2006       | オリックス | 33    | 111   | 98    | 14    | 23    | 5        | 0        | 2        | 34    | 6     | 0     | 1        | 6     | 1     | 6     | 0     | 0     | 16    | 1        | .235  | .276     | .347     | .623  |
| 2007       | オリックス | 58    | 176   | 153   | 16    | 33    | 4        | 1        | 1        | 42    | 11    | 5     | 2        | 5     | 2     | 13    | 0     | 3     | 36    | 0        | .216  | .287     | .275     | .561  |
| 2008       | 阪神       | 115   | 452   | 365   | 46    | 96    | 7        | 3        | 1        | 112   | 21    | 7     | 3        | 47    | 1     | 35    | 1     | 4     | 62    | 9        | .263  | .333     | .307     | .640  |
| 2009       | 阪神       | 132   | 462   | 404   | 56    | 109   | 15       | 5        | 0        | 134   | 18    | 3     | 0        | 28    | 1     | 22    | 1     | 7     | 53    | 5        | .270  | .318     | .332     | .650  |
| 2010       | 阪神       | 139   | 593   | 492   | 77    | 172   | 22       | 5        | 1        | 207   | 24    | 6     | 7        | 59    | 1     | 34    | 0     | 7     | 55    | 2        | .350  | .399     | .421     | .820  |
| 2011       | 阪神       | 142   | 615   | 542   | 62    | 160   | 13       | 5        | 1        | 186   | 29    | 6     | 7        | 34    | 1     | 33    | 1     | 5     | 67    | 6        | .295  | .341     | .343     | .684  |
| 2012       | 阪神       | 134   | 519   | 458   | 43    | 112   | 5        | 2        | 1        | 124   | 24    | 6     | 2        | 15    | 0     | 42    | 2     | 4     | 61    | 4        | .245  | .313     | .271     | .584  |
| 2013       | オリックス | 56    | 238   | 217   | 19    | 68    | 10       | 1        | 0        | 80    | 14    | 1     | 1        | 5     | 0     | 15    | 0     | 1     | 26    | 3        | .313  | .361     | .369     | .730  |
| 2014       | オリックス | 120   | 517   | 452   | 59    | 121   | 14       | 3        | 1        | 144   | 28    | 5     | 2        | 19    | 2     | 37    | 0     | 7     | 55    | 8        | .268  | .331     | .319     | .650  |
| 2015       | オリックス | 29    | 123   | 107   | 12    | 28    | 4        | 0        | 0        | 32    | 5     | 1     | 0        | 3     | 1     | 11    | 1     | 1     | 11    | 1        | .262  | .333     | .299     | .632  |
| 通算：14年 | 通算：14年 | 1260  | 4887  | 4239  | 516   | 1184  | 130      | 38       | 18       | 1444  | 263   | 60    | 40       | 256   | 16    | 324   | 6     | 52    | 622   | 49       | .279  | .337     | .341     | .679  |

- 各年度の太字はリーグ最高

### 年度別守備成績
| 年 度 | 球 団      | 二塁  | 二塁  | 二塁  | 二塁  | 二塁  | 二塁     | 三塁  | 三塁  | 三塁  | 三塁  | 三塁  | 三塁     | 遊撃  | 遊撃  | 遊撃  | 遊撃  | 遊撃  | 遊撃     | 外野  | 外野  | 外野  | 外野  | 外野  | 外野     |
| 年 度 | 球 団      | 試 合 | 刺 殺 | 補 殺 | 失 策 | 併 殺 | 守 備 率 | 試 合 | 刺 殺 | 補 殺 | 失 策 | 併 殺 | 守 備 率 | 試 合 | 刺 殺 | 補 殺 | 失 策 | 併 殺 | 守 備 率 | 試 合 | 刺 殺 | 補 殺 | 失 策 | 併 殺 | 守 備 率 |
| ----- | ---------- | ----- | ----- | ----- | ----- | ----- | -------- | ----- | ----- | ----- | ----- | ----- | -------- | ----- | ----- | ----- | ----- | ----- | -------- | ----- | ----- | ----- | ----- | ----- | -------- |
| 2002  | オリックス | 6     | 12    | 20    | 1     | 5     | .970     | -     | -     | -     | -     | -     | -        | -     | -     | -     | -     | -     | -        | -     | -     | -     | -     | -     | -        |
| 2003  | オリックス | 16    | 44    | 50    | 6     | 7     | .940     | -     | -     | -     | -     | -     | -        | 37    | 54    | 101   | 6     | 19    | .963     | -     | -     | -     | -     | -     | -        |
| 2004  | オリックス | 74    | 137   | 209   | 2     | 37    | .994     | 3     | 1     | 3     | 0     | 0     | 1.000    | 3     | 0     | 6     | 0     | 0     | 1.000    | 44    | 82    | 4     | 1     | 2     | .989     |
| 2005  | オリックス | 115   | 221   | 350   | 10    | 84    | .983     | -     | -     | -     | -     | -     | -        | -     | -     | -     | -     | -     | -        | 11    | 9     | 1     | 0     | 1     | 1.000    |
| 2006  | オリックス | 7     | 7     | 10    | 0     | 1     | 1.000    | -     | -     | -     | -     | -     | -        | -     | -     | -     | -     | -     | -        | 30    | 58    | 6     | 0     | 2     | 1.000    |
| 2007  | オリックス | -     | -     | -     | -     | -     | -        | -     | -     | -     | -     | -     | -        | -     | -     | -     | -     | -     | -        | 56    | 94    | 1     | 2     | 0     | .979     |
| 2008  | 阪神       | 95    | 204   | 275   | 5     | 57    | .990     | -     | -     | -     | -     | -     | -        | -     | -     | -     | -     | -     | -        | 44    | 50    | 1     | 0     | 0     | 1.000    |
| 2009  | 阪神       | 79    | 148   | 198   | 5     | 25    | .986     | -     | -     | -     | -     | -     | -        | -     | -     | -     | -     | -     | -        | 79    | 93    | 4     | 0     | 0     | 1.000    |
| 2010  | 阪神       | 125   | 305   | 351   | 9     | 82    | .986     | -     | -     | -     | -     | -     | -        | -     | -     | -     | -     | -     | -        | 44    | 31    | 2     | 0     | 0     | 1.000    |
| 2011  | 阪神       | 110   | 225   | 270   | 5     | 48    | .990     | -     | -     | -     | -     | -     | -        | -     | -     | -     | -     | -     | -        | 67    | 96    | 1     | 3     | 0     | .970     |
| 2012  | 阪神       | 95    | 226   | 264   | 6     | 45    | .988     | -     | -     | -     | -     | -     | -        | -     | -     | -     | -     | -     | -        | 36    | 58    | 2     | 0     | 1     | 1.000    |
| 2013  | オリックス | 35    | 56    | 80    | 2     | 15    | .986     | -     | -     | -     | -     | -     | -        | -     | -     | -     | -     | -     | -        | 35    | 34    | 1     | 1     | 0     | .972     |
| 2014  | オリックス | 114   | 233   | 302   | 4     | 54    | .993     | -     | -     | -     | -     | -     | -        | -     | -     | -     | -     | -     | -        | 16    | 19    | 0     | 0     | 0     | 1.000    |
| 2015  | オリックス | 28    | 61    | 86    | 1     | 19    | .993     | -     | -     | -     | -     | -     | -        | -     | -     | -     | -     | -     | -        | -     | -     | -     | -     | -     | -        |
| 通算  | 通算       | 899   | 1879  | 2465  | 56    | 479   | .987     | 3     | 1     | 3     | 0     | 0     | 1.000    | 40    | 54    | 107   | 6     | 19    | .964     | 462   | 624   | 23    | 7     | 6     | .989     |

- 各年度の太字はリーグ最高
- 各年度の太字年はゴールデングラブ賞受賞

### 表彰
- ベストナイン：2回（二塁手部門：2010年 - 2011年）
- ゴールデングラブ賞：2回（二塁手部門：2010年 - 2011年）
- 月間MVP：1回（2010年7月）
- カムバック賞（2008年）
- オールスターゲーム新人賞（2005年）

### 記録
初記録
- 初出場：2002年7月19日、対福岡ダイエーホークス12回戦（福岡ドーム）、6回裏に大島公一に代わり二塁手で出場
- 初打席：同上、7回表に渡辺正和の前に一ゴロ
- 初先発出場：2002年7月22日、対千葉ロッテマリーンズ15回戦（千葉マリンスタジアム）、2番・二塁手で先発出場
- 初安打：2002年9月21日、対大阪近鉄バファローズ25回戦（グリーンスタジアム神戸）、1回裏に髙村祐から二塁内野安打
- 初打点：2002年9月22日、対大阪近鉄バファローズ26回戦（グリーンスタジアム神戸）、2回裏にマイク・ジョンソンから右前適時打
- 初盗塁：2002年10月13日、対大阪近鉄バファローズ28回戦（グリーンスタジアム神戸）、6回裏に二盗（投手：岩隈久志、捕手：藤井彰人）
- 初犠打：2002年10月14日、対日本ハムファイターズ28回戦（グリーンスタジアム神戸）、3回裏に正田樹から
- 初本塁打：2003年7月4日、対日本ハムファイターズ13回戦（ナゴヤドーム）、9回裏に金村曉から右越ソロ

節目の記録
- 200犠打：2011年6月15日、対北海道日本ハムファイターズ4回戦（阪神甲子園球場）、3回裏にダルビッシュ有から投手前犠打 ※史上31人目
- 1000試合出場：2012年7月14日、対東京ヤクルトスワローズ9回戦（阪神甲子園球場）、7番・二塁手で先発出場[32] ※史上453人目
- 1000安打：2013年8月28日、対東北楽天ゴールデンイーグルス17回戦（京セラドーム大阪）、5回裏に美馬学から右前安打 ※史上274人目
- 250犠打：2014年8月20日、対千葉ロッテマリーンズ16回戦（QVCマリンフィールド）、3回表に大嶺祐太から一塁前犠打 ※史上16人目

その他の記録
- 1イニング2死球：2010年8月25日、対広島東洋カープ16回戦（京セラドーム大阪）、7回裏に岸本秀樹・大島崇行から ※史上3人目
- オールスターゲーム出場：4回（2005年、2010年 - 2012年）

### 背番号
- 9（2002年 - 2007年）
- 5（2008年 - 2015年）
- 76（2016年 - 2021年）
- 10（2022年 - 2023年5月10日、2024年 - ）

### 登場曲
- GOT TO BE REAL - C+C MUSIC FACTORY（英語版）